# Yponomeuta variabilis
Yponomeuta variabilis is een vlinder uit de familie van de stippelmotten (Yponomeutidae). De wetenschappelijke naam van de soort werd in 1844 gepubliceerd door Philipp Christoph Zeller.